# Рудня-Городищенська
Рудня-Городищенська — село в Україні, в Коростенському районі Житомирської області. Населення становить 48 осіб. Входить до складу Милинської міської громади.

## Історія
У 2010 році Житомирська обласна рада ухвалила рішення про уточнення назви села на Рудня-Городищанська, проте Верховною Радою це уточнення поки не затверджене.
З 2020 року село входить до складу Милинської міської громади Коростенського району Житомирської області.

## Населення

### Мова
Розподіл населення за рідною мовою за даними перепису 2001 року:
| Мова       | Кількість | Відсоток |
| ---------- | --------- | -------- |
| українська | 48        | 100%     |